# Volvo Ocean Race de 2017–18

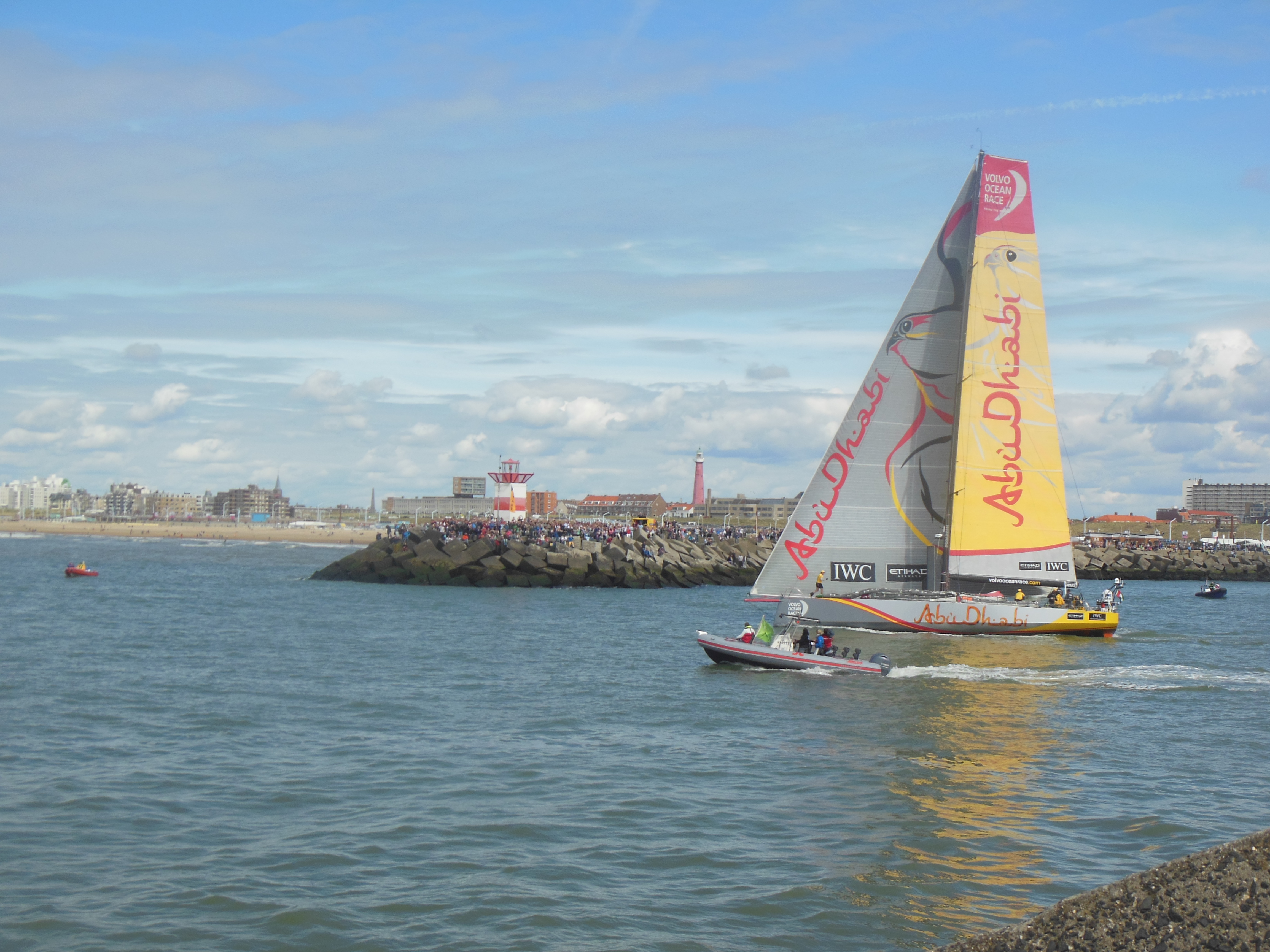
Imagem do Volvo Ocean 65, veleiro que será usado na competição

A Volvo Ocean Race de 2017–18 é a 13ª edição da regata de volta ao mundo Volvo Ocean Race. É iniciada em Alicante, Espanha, no dia 22 de outubro de 2017 e será concluída em Haia, Holanda.
7 embarcações percorrem 10 etapas ligando 11 portos de escala, num percurso de 83 000 quilómetros.

## Calendário de provas
No dia 19 de Maio de 2015, seis portões foram definidos para a edição de 2017–18.
A regata começou em Alicante (Espanha), com portões em Lisboa (Portugal), Cidade do Cabo (África do Sul), Auckland (Nova Zelândia), Newport (Rhode Island, Estados Unidos),  Cardiff (País de Gales), Gotemburgo (Suécia) e terminará em Haia (Holanda).

## Iates
Pela segunda vez, o monotipo usado é o Volvo Ocean 65 (VO65). The VO65 foi desenhado pela Farr Yacht Design para se tornar uma alternativa mais barata e segura para o caro e antigo Volvo Open 70.
Embarcações participantes:
- AkzoNobel ( Países Baixos)
- Donfeng  ( China)
- Mapfre ( Espanha)
- Vestas ( Estados Unidos/ Dinamarca)
- Sun Hung Kai ( Hong Kong)
- Clean Seas ( Nações Unidas)
- Brunel ( Países Baixos)

## Portos de escala
Partida em Alicante, Espanha/Mar Mediterrâneo
1. Lisboa,  Portugal
2. Cidade do Cabo,  África do Sul
3. Hong Kong,  China
4. Guangzhou,  China
5. Auckland,  Nova Zelândia
6. Itajaí,  Brasil
7. Newport,  Estados Unidos
8. Cardiff,  Reino Unido
9. Gotemburgo,  Suécia
10. Haia,  Países Baixos

## Resultados

### Classificação
|                          | Regata 1 | Regata 2 | Regata 3 | Regata 4 | Regata 5 | Regata 6 | Regata 7 | Regata 8 | Regata 9 | Regata 10 | Regata 11 | Penalidades/ Reparos | Total |
| ------------------------ | -------- | -------- | -------- | -------- | -------- | -------- | -------- | -------- | -------- | --------- | --------- | -------------------- | ----- |
| Dongfeng                 | 5        | 6        | 12       | 6        | 1        | 4        | 12       | 4        | 10       | 4         | 7         | 2 3                  | 73    |
| MAPFRE                   | 6        | 7        | 14       | 4        | 1        | 5        | 6        | 7        | 6        | 6         | 5         | 3                    | 70    |
| Team Brunel              | 2        | 4        | 8        | 3        | 1        | 2        | 14       | 6        | 14       | 7         | 4         | 4                    | 69    |
| AkzoNobel                | 4        | 3        | 2        | 5        | 1        | 7        | 10       | 3        | 12       | 5         | 6         | 1                    | 59    |
| Vestas 11th Hour         | 7        | 5        | 10       | Ret 2    | DNS      | DNS      | Ret      | 5        | 8        | 2         | 1         | 1                    | 39    |
| Sun Hung Kai/Scallywag   | 3        | 2        | 6        | 7        | 1        | 6        | Ret      | 1        | 2        | 1         | 2         | 1                    | 32    |
| Turn the Tide on Plastic | 1        | 1        | 4        | 2        | 1        | 3        | 8        | 2        | 4        | 3         | 3         | -                    | 32    |
| Source:                  |          |          |          |          |          |          |          |          |          |           |           |                      |       |

- ↑2  — Retired from leg after damage sustained from collision with commercial fishing vessel approximately 30 miles from the finish in Hong Kong. The collision resulted in the loss of the fishing vessel and the fatality of one of the crew members several hours later in a local hospital. Vestas 11th Hour Racing issued a Mayday distress call on behalf of the other vessel and undertook a search and rescue mission immediately following the incident.[9]

- ↑3  — 1 point for leg win, 1 point for elapsed time.

### Regatas In-port
|                          | Ali | Lis | CT | HK  | Gzu | Auc | Ita | NP | Car | Got | DH | Total |
| ------------------------ | --- | --- | -- | --- | --- | --- | --- | -- | --- | --- | -- | ----- |
| MAPFRE                   | 7   | 6   | 6  | 6   | 7   | 5   | 7   | 6  | 6   | 5   | 3  | 64    |
| Dongfeng                 | 6   | 5   | 7  | 7   | 2   | 7   | 5   | 3  | 7   | 1   | 6  | 56    |
| Team Brunel              | 4   | 7   | 2  | 4   | 6   | 3   | 3   | 7  | 5   | 2   | 7  | 50    |
| AkzoNobel                | 2   | 4   | 5  | 5   | 5   | 6   | 6   | 2  | 4   | 6   | 5  | 50    |
| Vestas 11th Hour         | 5   | 3   | 4  | DNS | DNS | 4   | 2   | 5  | 3   | 7   | 2  | 35    |
| Turn the Tide on Plastic | 1   | 1   | 3  | 2   | 3   | 1   | 4   | 1  | 1   | 4   | 4  | 25    |
| Sun Hung Kai/Scallywag   | 3   | 2   | 1  | 3   | 4   | 2   | DNS | 4  | 2   | 3   | 1  | 25    |
| Source:                  |     |     |    |     |     |     |     |    |     |     |    |       |